# موزه صدرالدین عینی
موزه یادگاری صدرالدین عینی (یا به فارسی تاجیکی آثارخانه یادگاری صدرالدین عینی، به خط سیریلیک: Осорхонаи ёдгории Садриддин Айнӣ) موزه‌ای در منطقه ریگستان شهر سمرقند ازبکستان است که به زندگی و آثار صدرالدین عینی، شاعر، نویسنده و مترجم تاجیک، اختصاص داده شده‌است.